# Pannacionalisme
El pannacionalisme és un corrent del nacionalisme que busca assimilar en una mateixa esfera tots els pobles amb una cultura comuna, que coincideix amb una àmplia regió cultural. Quan aquesta aspiració d'unitat reclama aleshores la unió política i territorial, s'anomena irredemptisme. El pannacionalisme reconeix les arrels comunes, sovint marcades per una llengua o família lingüística o un esdeveniment històric singular, que distingeix el poble en qüestió dels altres i reconeix entre els seus habitants costums semblants.